# 功率密度
功率密度（或體積功率密度或體積比功率）是每單位體積的功率（能量傳輸的速率）。
對於能量轉換器（如電池、燃料電池、馬達）等，還有電源供應器或類似機器，功率密度基於其體積。於是又稱為體積功率密度，單位是W/m3。
當空間有限時，體積功率密度會是重要的考慮因素。
對於往復式內燃機，功率密度（單位排氣量下的功率）——會是重要的指標。

## 舉例
| 儲能材料       | 能量種類     | 比功率（W/kg） | 功率密度（W/m3） |
| -------------- | ------------ | -------------- | ---------------- |
| 氫（恆星中的） | 恆星演化     | 0.00184        | 276.5            |
| 鈽             | α衰变        | 1.94           | 38,360           |
| 超級電容器     | 双电层电容器 | 最高可到15000  | 可變             |
| 锂离子电池     | 化學能       | ~250-350       | ~700             |